# Issenheim
Issenheim (Duits: Isenheim, Alemannisch: Isena) is een gemeente in het Franse departement Haut-Rhin in de regio Grand Est en het gemeentelijk samenwerkingsverband Communauté de Communes de la Région de Guebwiller. De gemeente telde 3.534 inwoners op 1 januari 2022.

## Geschiedenis
De plaats werd voor het eerst vermeld in 1135. De heerlijkheid Issenheim behoorde tot Voor-Oostenrijk. In 1277 stichtten de antonieters een klooster met hospitaal in Issenheim. Ze verzorgden er pestlijders en zieken die leden aan ergotisme. Het antonieterklooster werd erg rijk en kon kunstwerken bestellen bij gerenommeerde kunstenaar als Hans Holbein de Oude (die hier overleed), Martin Schongauer en Matthias Grünewald. Die laatste schilderde de panelen voor het Isenheimaltaar voor de kapel van het klooster.
De heerlijkheid Issenheim ging over in Zweedse en daarna Franse handen tijdens de Dertigjarige Oorlog. De stad ging grotendeels verloren in een brand. In 1695 telde de stad nog maar twaalf huizen en een vijftigtal inwoners.
In de 19e eeuw kende Issenheim een bloeiende textielindustrie: de Filature Gast werd geopend in 1851.
De gemeente maakte voor 2015 deel uit van het arrondissement Guebwiller en kanton Soultz-Haut-Rhin. Op 1 januari 2015 fuseerde het arrondissement met het arrondissement Thann tot het arrondissement Thann-Guebwiller. Toen op 22 maart 2015 het kanton werd opgeheven werd Issenheim opgenomen in het kanton Guebwiller.

## Geografie
De oppervlakte van Issenheim bedraagt 8,18 vierkante kilometer; Op 1 januari 2022 was de bevolkingsdichtheid 432 inwoners per km².
De plaats ligt in het dal van de Lauch aan de voet van de eerste uitlopers van de Vogezen.

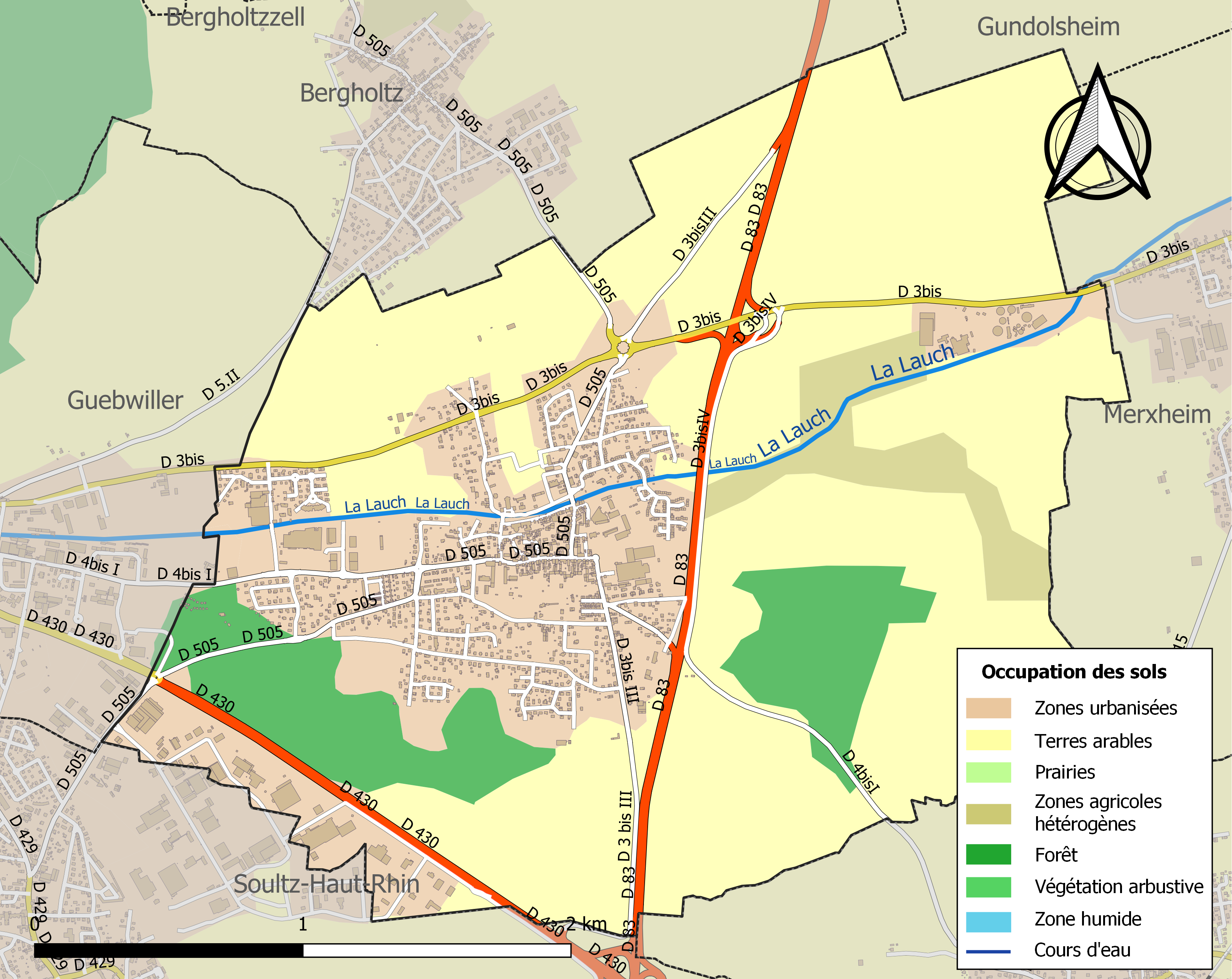
Kaart van de gemeente met de belangrijkste infrastructuur, bodemgebruik en omliggende gemeenten

## Demografie
Onderstaande figuur toont het verloop van het inwonertal.

## Geboren
- Georges Spetz (1844-1914), industrieel en kunstliefhebber

Bergholtz · Bergholtzzell · Buhl · Guebwiller · Hartmannswiller · Issenheim · Jungholtz · Lautenbach · Lautenbachzell · Linthal · Merxheim · Murbach · Orschwihr · Raedersheim · Rimbach-près-Guebwiller · Rimbachzell · Soultz-Haut-Rhin · Wuenheim